# Jermaki (rejon miński)
Jermaki (biał. Ермакі, ros. Ермаки) – wieś na Białorusi, w obwodzie mińskim, w rejonie mińskim, w sielsowiecie Pietryszki.